# Gabinete Internacional Permanente para a Paz
O Gabinete Internacional Permanente para a Paz é uma organização fundada na 3ª conferência da União Interparlamentar, em 13 de novembro de 1891, em Roma, a fim de elaborar questões e contratos para futuras conferências de paz.
Por seu esforço em prol da paz recebeu o Nobel da Paz de 1910.